# Jekyll and Hyde... Together Again
Pour les articles homonymes, voir Docteur Jekyll et M. Hyde.
Pour plus de détails, voir Fiche technique et Distribution.
Jekyll and Hyde... Together Again est un film américain réalisé par Jerry Belson, sorti en 1982.

## Fiche technique
- Titre original : Jekyll and Hyde... Together Again
- Réalisation : Jerry Belson
- Scénario : Monica McGowan Johnson[1], Harvey Miller, Jerry Belson, Michael Leeson, d'après la nouvelle L'Étrange Cas du docteur Jekyll et de M. Hyde de Robert Louis Stevenson
- Musique : Barry De Vorzon
- Photographie : Philip H. Lathrop
- Montage : Billy Weber (en)
- Décors : Peter Wooley
- Costumes : Marilyn Vance
- Production : Lawrence Gordon
- Sociétés de production : Paramount Pictures & Titan Productions
- Société de distribution : Paramount Pictures
- Pays :  États-Unis
- Langue : anglais
- Format : Couleur — mono
- Genre : Comédie, fantastique
- Durée : 87 minutes
- Date de sortie : 
  - États-Unis : 3 décembre 1982 (New York)

## Distribution
- Mark Blankfield : Dr Daniel Jekyll / Hyde
- Bess Armstrong : Mary Carew
- Krista Errickson : Ivy
- Tim Thomerson : Dr Knute Lanyon
- Michael McGuire : Dr Carew
- Neil Hunt : Queen
- Jessica Nelson : Barbara Blau
- Peter Brocco : Hubert Howes
- Cassandra Peterson : L'infirmière aux gros seins
- Lin Shaye : L'infirmière au télégramme
- John Dennis Johnston : Le patient monnayant ses testicules

## À noter
Première apparition au cinéma de Barret Oliver, alors âgé de 9 ans, qui deviendra célèbre par la suite grâce à L'Histoire sans fin, D.A.R.Y.L. et Cocoon avant de renoncer à sa carrière en 1988, à seulement 15 ans.